# Liste der Naturdenkmale in Kressbronn am Bodensee
| Naturdenkmale | Anzahl |
| ------------- | ------ |
| FND           | 0      |
| END           | 8      |
| Gesamt        | 8      |

Die Liste der Naturdenkmale in Kressbronn am Bodensee nennt die verordneten Naturdenkmale (ND) der im baden-württembergischen Bodenseekreis liegenden Gemeinde Kressbronn am Bodensee.
In Kressbronn am Bodensee gibt es insgesamt acht als Einzelgebilde-Naturdenkmale (END) ausgewiesene geschützte Objekte (Stand: 1. November 2016).
In den vergangenen Jahren wurden aber drei dieser immer noch bei der LUBW geführten Objekte beseitigt.

## Einzelgebilde (END)
| SG-Nr.      | Name                                       | Ortsteil Gewann Lage                                       | Größe [ha] | Höhe ü. NN | K.         | Erfassung  | Bemerkung/en                                                                                      | Bild |
| ----------- | ------------------------------------------ | ---------------------------------------------------------- | ---------- | ---------- | ---------- | ---------- | ------------------------------------------------------------------------------------------------- | ---- |
| 84350290007 | Obstbaumreihe: 9 Birnbäume u. 1 Nußbaum    | Gießen K 7707 nach Betznau                                 | 0,00       | 425        | 53.1136015 | 22.12.1992 |                                                                                                   |      |
| 84350290006 | Ulmenreihe, 5 Bergulmen, Ulmus glabra      | Kochermühle Parkplatz vor der Argen                        | 0,00       | 410        | 53.1136015 | 22.12.1992 | Noch im LUBW-Verzeichnis, die Bäume wurden aber vor einiger Zeit 'beseitigt' ...                  |      |
| 84350290008 | 1 Birnbaum, Schweizer Wasserbirne          | Linderhof Zufahrt von Sebastianskapelle zu Häusern 1 und 2 | 0,00       | 425        | 53.1136015 | 22.12.1992 | Noch im LUBW-Verzeichnis, der Baum wurde aber vor einiger Zeit von einem Landwirt 'beseitigt' ... |      |
| 84350290003 | 1 Stieleiche Quercus robur                 | Gohren                                                     | 0,00       |            | 53.1136015 | 22.12.1992 |                                                                                                   |      |
| 84350290005 | 1 Stieleiche Quercus robur                 | Riedensweiler rechts des Jubiläumswegs nach Nitzenweiler   | 0,00       | 470        | 53.1136015 | 22.12.1992 |                                                                                                   |      |
| 84350290001 | 1 Winterlinde Tilia cordata                | Ottenberg beim Bildstock                                   | 0,00       | 443        | 53.1136015 | 22.12.1992 |                                                                                                   |      |
| 84350290002 | 2 Birnbäume, Pyrus communis var. domestica | Reute südlich der L 334 nach Gohren                        | 0,00       | 404        | 53.1136015 | 22.12.1992 | Noch zwei Bäume im LUBW-Verzeichnis, aber ein Baum wurde vor einiger Zeit 'beseitigt' ...         |      |
| 84350290004 | 2 Birnbäume, Pyrus communis var. domestica | Straußenhalde am oberen Weg nach Atlashofen                | 0,00       | 490        | ·          | 22.12.1992 |                                                                                                   |      |